# Auguste Allongé
Auguste Allongé né le 19 mars 1833 à Paris et mort le 4 juillet 1898 à Bourron-Marlotte est un peintre, illustrateur, aquarelliste et graveur français.

## Biographie
Auguste Allongé suit les cours de l'École impériale des beaux-arts à partir de 1852 à Paris. Il y est élève de Léon Cogniet et de Ducornet. Il reçoit une médaille en 1853.
Peintre de paysage, il enseigne le dessin.
Il publie en 1873 un traité sur la technique du dessin au fusain traduit en plusieurs langues. Remarquant que le fusain ne sert la plupart du temps que pour les esquisses, il tenta de donner à cet art la finition et l'ambition des œuvres achevées. Il est sensible aux effets de la lumière, il remplace la couleur par une étude très fine des valeurs. Émile Michel (1828-1909), peintre et critique d'art, expert du fusain, dit  de lui : « Allongé c’est le dessin au fusain, et le dessin au fusain c’est Allongé. »
Proche de l'École de Barbizon, il fait partie du second groupe de Marlotte[réf. nécessaire].
En 1896, son atelier se situe à Paris au 6, passage Stanislas. Une rue de Bourron-Marlotte porte son nom.

## Œuvres

### Œuvres dans les collections publiques
- Bourron-Marlotte, mairie-musée : 
  - Clair de Lune ;
  - Bergers gardant ses moutons ;
  - Chemin au milieu des rochers, aquarelle ;
  - Bordure d'allée sous la neige, aquarelle ;
  - Roseaux sur le Loing, aquarelle ;
  - Pont à Grez-sur-Loing, aquarelle ;
  - La Mare aux fées, aquarelle ;
  - Étendue d'eau et écluse, fusain ;
  - Vallée, fusain ;
  - Vallée, fusain ;
  - Bord du Loing, fusain ;
  - Un orage arrive, fusain.
- Châteaulin, ville : Vue de Port-Launay en Bretagne (1867).
- L'Isle-Adam, musée d'Art et d'Histoire Louis-Senlecq : Arbre, estampe[5].
- Le Havre, musée d'Art moderne André-Malraux : La Mer, 1874, huile sur toile[6].
- Nemours, Château-Musée : 
  - Forêt de Fontainebleau, aquarelle sur papier, 56 x 77 cm. 2014.0.164.
  - Chemin dans un sous-bois, aquarelle sur papier, 24 x 31 cm. 2016.0.482
- Saint-Quentin, musée Antoine-Lécuyer : Le Bourg de Crach, route d'Auray à Lockmariaker, huile sur toile[7].
- Troyes, musée des Beaux-Arts :
  - La Grève du lac à Plombières, aquarelle[8] ;
  - Les Sources de lunain à Montigny-Marlotte, aquarelle[9] ;
  - Vieux Chemin à Plombières, Vosges, aquarelle[10] ;
  - Vue de Bourron à l'entrée de la forêt de Fontainebleau, aquarelle[11].

### Illustration
- Jules Claretie, Les promenades de Paris.
- Charles Blanc, La Forêt de Fontainebleau, 1876.

### Publication
- Le Fusain, Paris, éditions Georges Meusnier, 1887 ; Paris, Henri Laurens, 1907.
- Auguste Allongé et Charles-Jean Mercier, Vues d'Hyères, Paris, Imp. Bry, [vers 1848], 8 vues.

## Élèves notables
- Paul Émile Berton
- Jacques Paulin Charles Carbonnier (1847-1922)
- Jean-Louis Forain (1852-1931)
- Aline Lamy (1862-1941)
- Albert Rigolot (1862-1932), élève avant 1886
- Henri Hélis (1872-1945)